# S Club 7
S Club 7 byla anglická popová skupina, založená v roce 1998 manažerem Spice Girls Simonem Fullerem. Kompletní sestavu tvořili zpěváci Tina Barrett, Paul Cattermole, Rachel Stevens, Jo O'Meara, Hannah Spearritt, Bradley McIntosh a Jon Lee. Do roku 2002 vydali u Polydor Records čtyři studiová alba, která se v Británii umístila na předních příčkách prodejnosti. Čtyři jejich singly vystoupaly na vrchol britské hitparády; jedná se o písně „Bring It All Back“, „Never Had a Dream Come True“, „Don't Stop Movin'“ a „Have You Ever“. Součástí jejich prezentace byla i audiovizuální tvorba – objevili se v televizním filmu Největší obchodní dům na světě, natočili celovečerní snímek Bezva parta a byli protagonisty svých vlastních seriálů S Club 7 v Miami, S Club 7 v L.A., S Club 7 v Hollywoodu a Ať žije S Club!. Skupina ukončila činnost v roce 2003.
Po několikaleté odmlce začali McIntosh, O'Meara a Cattermole v roce 2008 opět koncertovat, tentokrát pod názvem S Club 3, který byl o čtyři roky později změněn na S Club Party. V roce 2014 se k nim připojila také Tina Barrett a kapela krátce používala název S Club 4. V letech 2014 a 2015 byla skupina obnovena v kompletní sestavě a absolvovala britské turné. Po jeho skončení začali McIntosh, O'Meara a Barrett opět působit jako S Club Party.

## Diskografie
- S Club (1999)
- 7 (2000)
- Sunshine (2001)
- Seeing Double (2002)